# Synaphosus palearcticus
Synaphosus palearcticus Ovtsharenko, Levy & Platnick, 1994 è un ragno appartenente alla famiglia Gnaphosidae.

## Etimologia
Il nome della specie ne ricalca l'areale: la regione paleartica.

## Caratteristiche
L'olotipo maschile rinvenuto ha lunghezza totale è di 3,10 mm; la lunghezza del cefalotorace è di 1,25 mm; e la larghezza è di 0,95 mm.

## Distribuzione
La specie è stata reperita nel Kazakistan centrale: l'olotipo maschile è stato rinvenuto nella località di Shengeldy spring, 40 km a nordest di Ulanbel, nel deserto di Betpak-Dala.

## Tassonomia
Al 2016 non sono note sottospecie e dal 1994 non sono stati esaminati nuovi esemplari.